# Druide!
Druide! je páté studiové album české hudební skupiny Krucipüsk, které bylo vydané v roce 2004.

## Podrobnosti
Písně „Druide!“, „Láska je kurva!“ a „Rock'n'roll to neni prdel!“ patří mezi nejpopulárnější skladby kapely a trvale se drží v koncertních setlistech. Zajímavostí je, že jedinou pozitivně laděnou skladbou na jinak temném albu je závěrečná „Rock'n'roll to neni prdel!“.

## Přijetí
Album je spolu s předchozím albem ~4~ kritiky i fanoušky považováno za nejlepší z jejich diskografie. Recenzenti chválili opravdovost, syrovost, propracovanost a nápaditost materiálu. Shodovali se v názoru, že album nemá slabého místa. V recenzích následujících alb většinově recenzenti uvádějí, že album zakončuje první kvalitativně plodné období kapely.

## Videoklipy
Pro album byl natočen videoklip k písni „Cesta“.

## Seznam skladeb
| Pořadí         | Název                      | Autor                    | Délka |
| -------------- | -------------------------- | ------------------------ | ----- |
| 1.             | Druide!                    | Rypar/Hajíček            | 4:01  |
| 2.             | May Day!                   | Rypar/Hajíček            | 3:03  |
| 3.             | Keltskej osud              | Rypar/Hajíček            | 3:43  |
| 4.             | Láska je kurva!            | Rypar/Hajíček            | 4:06  |
| 5.             | Cesta                      | Rypar, Janek/Hajíček     | 3:36  |
| 6.             | Belzebub disco             | Krucipüsk/Hajíček        | 3:55  |
| 7.             | Bič                        | Rypar, Krucipüsk/Hajíček | 3:38  |
| 8.             | Criminal                   | Rypar/Hajíček            | 3:34  |
| 9.             | C'est la mort              | Rypar, Janek/Hajíček     | 3:46  |
| 10.            | Rock'n'roll to neni prdel! | Rypar/Hajíček            | 3:15  |
| Celková délka: | Celková délka:             | Celková délka:           | 36:32 |

## Obsazení
- Tomáš Hajíček - zpěv
- René Rypar - kytara, doprovodný zpěv
- Jaryn Janek - baskytara
- Vojtěch Douda - bicí

Hosté
- Honza Křížek - Rhodes piano
- Milan Cimfe - perkuse, basa, doprovodný zpěv, programování, aranže pro smyčcové kvarteto
- Petr Kovanda - doprovodný zpěv
- Smyčcový Apollo kvartet
- Michaela Zemánková, Karolína Kalandrová - sbory